# 海洋航空

在美國廣播公司（ABC）影集《LOST檔案》中出現的海洋航空標誌

海洋航空（英語：Oceanic Airlines）是一家虛構的航空公司，在許多電視影集和電影中使用。與真實世界的「Trans-Oceanic Airways」和「Ocean Airlines」並無關連。
在1996年電影《747絕地悍將》（Executive Decision）中，在拍攝高空場景時使用了真正的波音747客機，並在機身漆上這家虛構航空公司的標誌。此後這片段被無數的電影和電視節目重新使用。
美國廣播公司（ABC）的電視影集《迷失》也使用了海洋航空這個名字，但並沒有重新使用來自《747絕地悍將》的腳本片段，而是使用自行設計的海洋航空標誌。
在小說《Last Resort》也描述了一架海洋航空的波音747班機被伊拉克恐怖份子劫機，並在首都墜毀。
由於海洋航空在許多作品中的出現都與災難有關，所以它已成為了電視和電影影迷之間的一個「內部笑話」（inside joke），例如知名的電視評論網站「Television Without Pity」就製造了一組限量的上衣和手提袋，這組商品是以海洋航空作為品牌，並且以「到了半路就會發生所有好玩的事！」作為品牌標語。而《LOST檔案》中海洋航空的標語則更加契合其與災難相關的印象，其標語為「帶領您到難以想像之處！」，而其標誌也有類似含意：使用了類似小島或箭靶的澳洲傳統點畫（dot painting）。

## 使用海洋航空的媒體

### 原創
- 《747絕地悍將》（Executive Decision）：一架自雅典飛往華盛頓的海洋航空班機被恐怖份子挾持。
- 《Code 11-14》：在洛杉磯飛往雪梨的海洋航空班機上，美國聯邦調查局（FBI）探員搜索一名登上飛機的殺手。
- 《LOST檔案》（Lost）：劇情圍繞在海洋航空自雪梨飛往洛杉磯的815航班墜毀後所發生的各種謎團。影集的製作單位還建立了一個虛構的航空公司官方網站（ https://web.archive.org/web/20090523091708/http://www.oceanic-air.com/ ），其中包含影集中神祕劇情的線索和提示。
- 《双面女间谍》（Alias）：在洛杉磯國際機場的廣播中提到了一架飛往雪梨的海洋航空班機，當時主角席妮·布瑞絲多（Sydney Bristow）正在機場中。《雙面女間諜》和《LOST檔案》都是由傑弗瑞·亞柏拉罕所創造。
- 《LAX（英语：LAX (TV series)）》：在「參議員的女兒」（Senator's Daughter）一集中，洛杉磯國際機場的廣告和航站的電腦上都出現了海洋航空。

### 重複使用腳本片段
以下是引用《747絕地悍將》中舊有海洋航空片段的作品：
- 《鬼膽神偷》（After the Sunset）：根據預告片 （页面存档备份，存于），麥克斯（Max）和蘿拉（Lola）是搭乘海洋航空飛往巴哈馬，但在電影中並沒有這個片段
- 《2006明天過後》（Category 6: Day of Destruction）
- 《謀殺診斷》（Diagnosis Murder）：在「空中謀殺」（Murder in The Air）一集中，從洛杉磯國際機場飛往瑞士的航班（編號456）是海洋航空的班機。
- 《JAG》：在「Vanished」和「The Bridge at Kang So Ri」兩集中使用了海洋航空片段。
- 《奪命747》（Nowhere to Land）：海洋航空762航班，同樣是由雪梨飛往洛杉磯。此班機上被人安置了一枚炸彈，就算是緊急迫降，炸彈也會釋放出比沙林強十倍的毒氣。
- 《Panic in the Skies》：使用來自《747絕地悍將》的片段，但將原本的標誌換成「Royce Air International」。
- 《The War at Home》：使用來自《747絕地悍將》的片段，在「the west palm beach story」一集中出現。

## 其他
- 根據《LOST檔案》的描述，劇中的海洋航空是在1980成立，跟達摩計畫（DHARMA）影片片尾的版權日期年份相同。然而影集製作人否認海洋航空和達摩計畫之間有任何關連。[來源請求]
- 在昆汀·塔倫提諾的《追殺比爾》電影中，主角搭乘的航空公司名為「O航空」（Air O，O也是英文「海洋」（Ocean）的字首），並有一個紅白色系的標誌。

## 外部連結
- Airliners.net Executive Decision Jet （页面存档备份，存于） - 《747絕地悍將》中使用的波音747客機照片記錄
- Airliners.net LOST Jet （页面存档备份，存于） - 洛克西德三星L1011客機在《LOST檔案》片場中的照片記錄
- 海洋航空815航班 - LOST檔案官方網站